# Iglesia de San Miguel (Paraná)

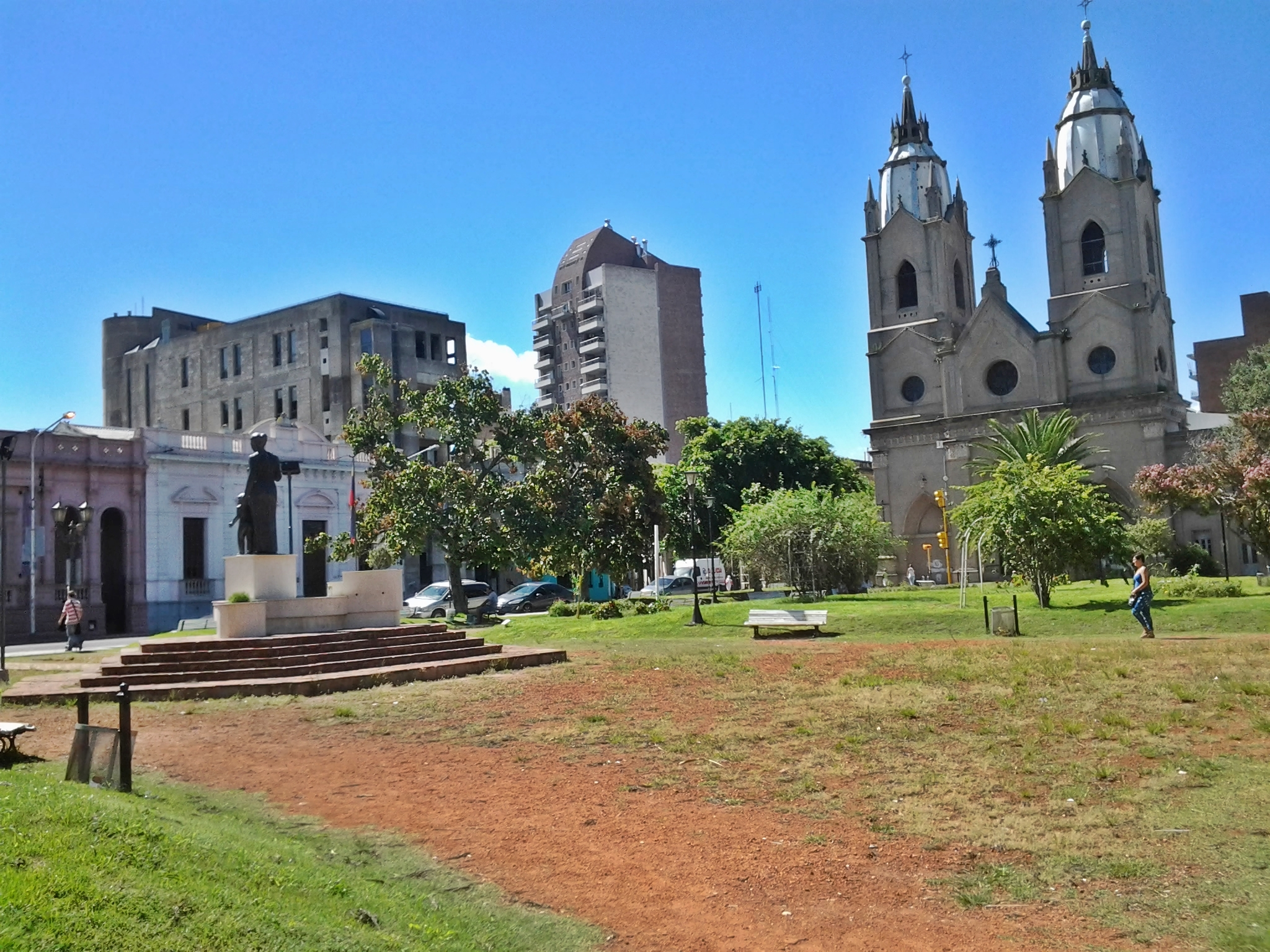
Iglesia de San Miguel desde plaza Alvear.

La Iglesia San Miguel, ubicada en la esquina de Buenos Aires y Carlos Gardel en el centro paranaense, es una de las más reconocidas y antiguas de la ciudad. Su nombre recuerda al del patrono de la provincia de Entre Ríos. Es de estilo ecléctico con influencia del neogótico. Fue declarada Monumento Histórico Nacional el 29 de diciembre de 2000.

## Historia
El Templo de San Miguel fue construido gracias a la iniciativa del cura Antolín Gil y Obligado, quien propuso un proyecto en 1822 dando cuenta de la necesidades religiosas de la parte norte de la ciudad, conocida como Barrio del Candombe o del Tambor. El edificio pudo ser construido gracias al aporte del vecindario y la ayuda oficial del por entonces gobernador Lucio Mansilla. La obra fue comenzada el 14 de mayo de ese año.
Luego del retiro de Gil y Obligado, el presbítero Francisco Dionisio Álvarez toma a su cargo la feligresía y por lo tanto la construcción de la Iglesia. En esa época la calle que actualmente es Buenos Aires se llamaba San Miguel, y es hacia allí donde se encontraba el frente, difiriendo de la actual que apunta hacia Gardel. La Capilla Norte, esta primera construcción, se encuentra actualmente detrás del altar mayor, a modo de contrafrente de la Iglesia mayor. En el año 2000, la Capilla fue declarada Monumento Nacional por medio del decreto N.º 1.298 en cuyo interior se encontraba una pila para agua bendita de procedencia misionera.
Varios años después, cuando se proyectó la construcción de la plaza Echagüe - actualmente Plaza Alvear - y el paseo de la Alameda de la Federación - denominada Avenida Rivadavia hasta el año 2010- debieron modificarse los planos originales. La Iglesia constaría de tres naves y dos torres mientras que su frente daría a la plaza, como es actualmente. En 1836 el General Echagüe y su esposa Doña Manuela Puig de Echagüe fueron los encargados de colocar la piedra fundamental y de actuar como padrinos, durante la misma ceremonia en que fue bendecido el templo por el presbítero Álvarez. Sin embargo, por diversas causas el edificio tardó en concluirse.
En 1873 se terminó con la construcción de la Iglesia, aunque las torres fueron edificadas posteriormente.

## Interior
El templo cuenta con bellas obras de arte como la imagen ubicada en el altar mayor, realizada por el escultor genovés Commendatore Doménico de Carli, tallada en mármol blanco; las pinturas del techo realizadas por el italiano Fino y las dos figuras del presbiterio hechas aproximadamente en el año 1950 por el italiano Carlos Castellán y el entrerriano Juan Carlos Migliavaca.